# Regiopole

Alle Städte, die aufgrund der angewandten Kriterien als mögliche Regiopolen identifiziert wurden, sind mit roten Kreisen dargestellt.

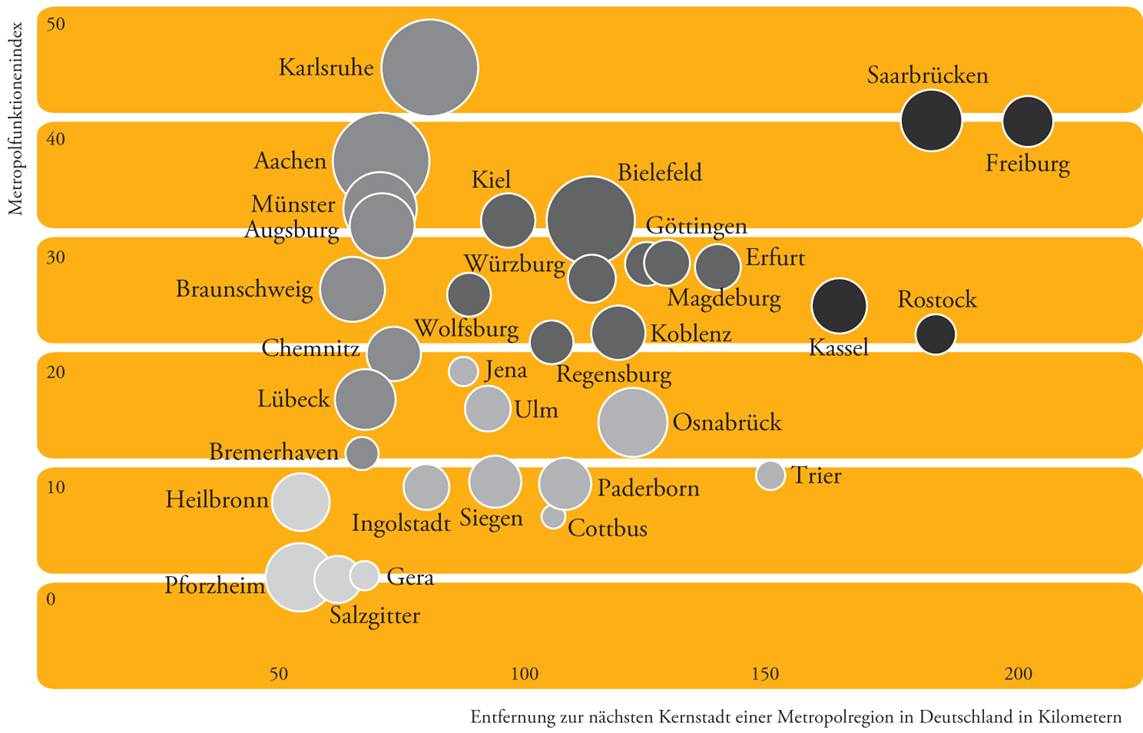
Typisierung 33 potenzieller Regiopolen, nach Entfernung zum nächsten größeren Metropolen-Kern. Masse der Stadt entsprechend regionalem Bevölkerungspotenzial und nach dem Metropolfunktionen-Index.

Die Regiopole ist ein Begriff der deutschen Raumordnung und Stadtplanung, mit dem Städte außerhalb von Metropolregionen bezeichnet werden, die als regionale Entwicklungsmotoren dienen. Sie sind bedeutende Knotenpunkte im Städtenetz. Die Region, die eine solche Stadt umgibt, wird Regiopolregion genannt.
Der Begriff Regiopole setzt sich aus lateinisch regio ‚Region‘ und altgriechisch polis (Stadt) zusammen. Mit ihm sollen vor allem Großstädte abseits des Kerngebiets der Metropolregionen charakterisiert werden, die Oberzentren mit herausgehobener Bedeutung für ein größeres Umland und eigener dynamischer Entwicklungsregion darstellen. Sie können auch im Randbereich einer Metropolregion liegen.
Die Regiopolregion Rostock wurde seit 2007 wissenschaftlich und seit 2012 politisch als erste Modellregion entwickelt. Insgesamt wurden in einer Studie 33 potenzielle Regiopolen allein in Deutschland identifiziert.

## Kriterien
Die Kriterien für eine Regiopole sind die Lage außerhalb einer Metropolregion und eine Einwohnerzahl der Kernstadt oder des Städteverbundes von über 100.000 Einwohnern. Weitere Charakteristika sind:
- Hochrangige Infrastruktursysteme und gute Erreichbarkeit von anderen Regionen
- Knotenpunkt zwischen Metropolregionen
- Große wirtschaftliche Bedeutung
- Standort von „Global Playern“ und „Hidden Champions“
- Konzentration von Innovationspotentialen
- Standort einer Universität oder großen Fachhochschule

## Regiopolen

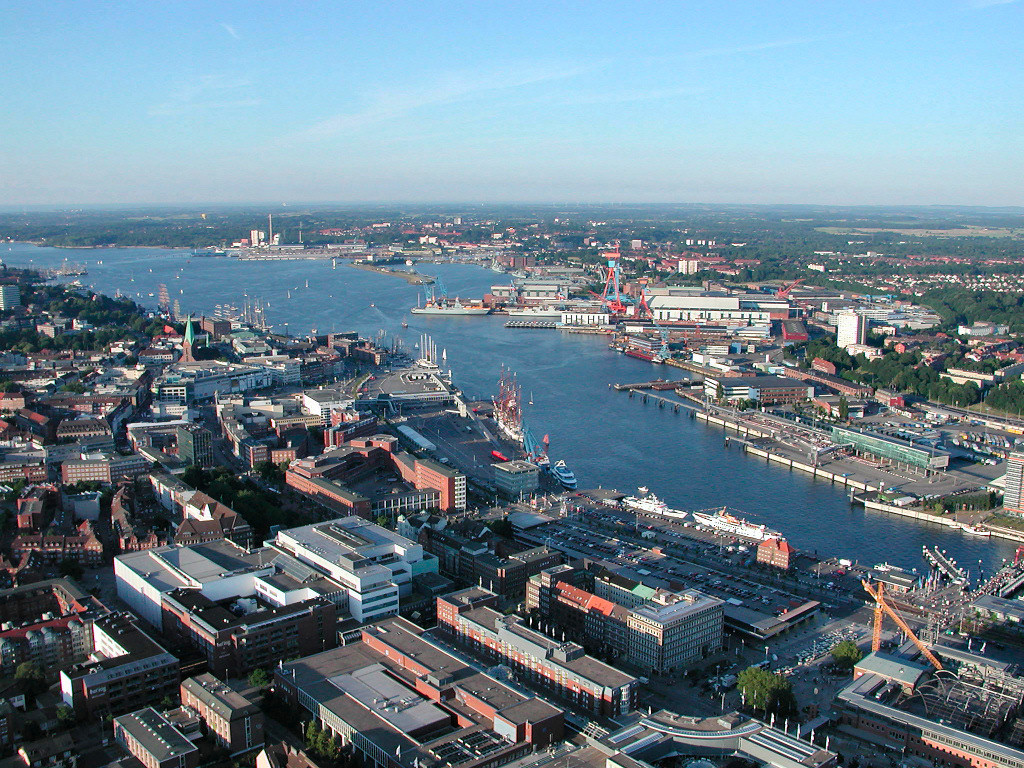
Kiel: Innenförde mit dem Stadtkern am Westufer (links) und dem Ostufer mit HDW (Werft)

In einer Studie der Universität Kassel werden folgende mögliche Regiopolen (sortiert von Nord nach Süd) genannt:
- Kiel
- Lübeck
- Rostock[5]
- Bremerhaven
- Wolfsburg
- Braunschweig
- Osnabrück
- Salzgitter
- Magdeburg
- Bielefeld
- Münster
- Paderborn
- Dresden
- Cottbus
- Göttingen
- Kassel
- Aachen
- Siegen
- Erfurt
- Jena
- Gera
- Chemnitz
- Koblenz
- Trier
- Würzburg
- Saarbrücken
- Heilbronn
- Karlsruhe
- Pforzheim
- Regensburg
- Ingolstadt
- Augsburg
- Ulm/Neu-Ulm
- Freiburg

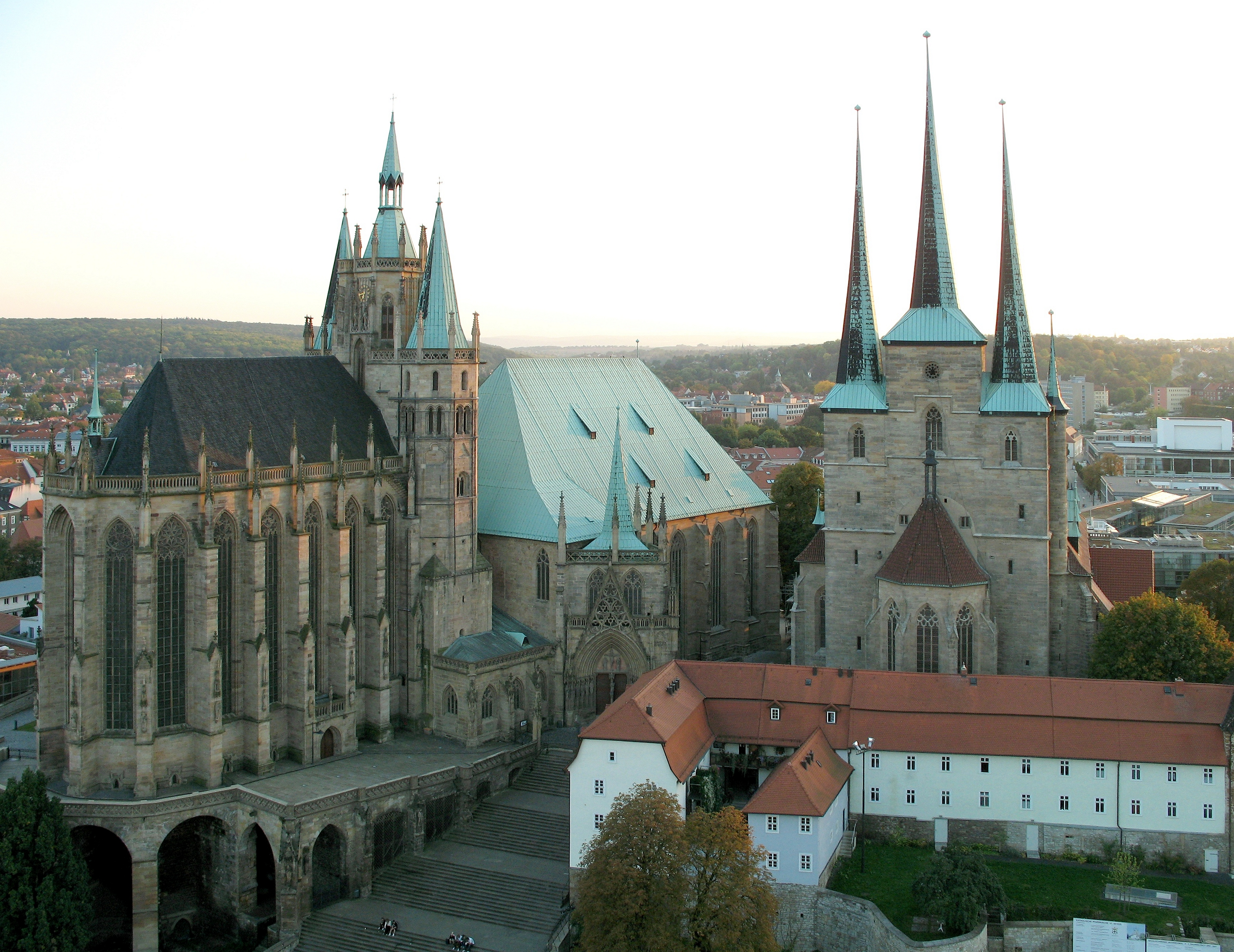
Erfurt: Dom und Severikirche
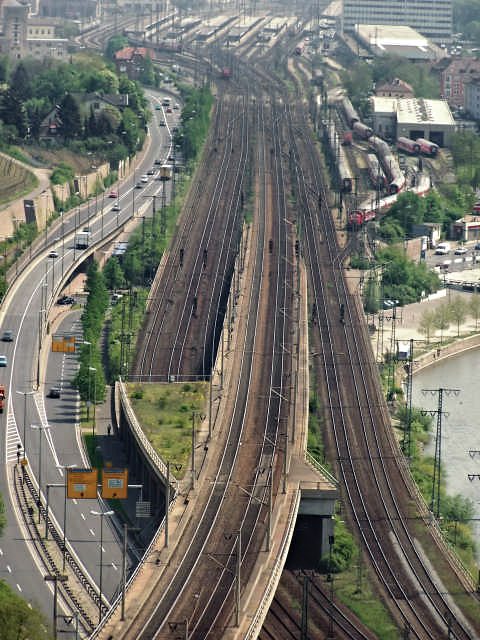
Würzburg: Hauptbahnhof
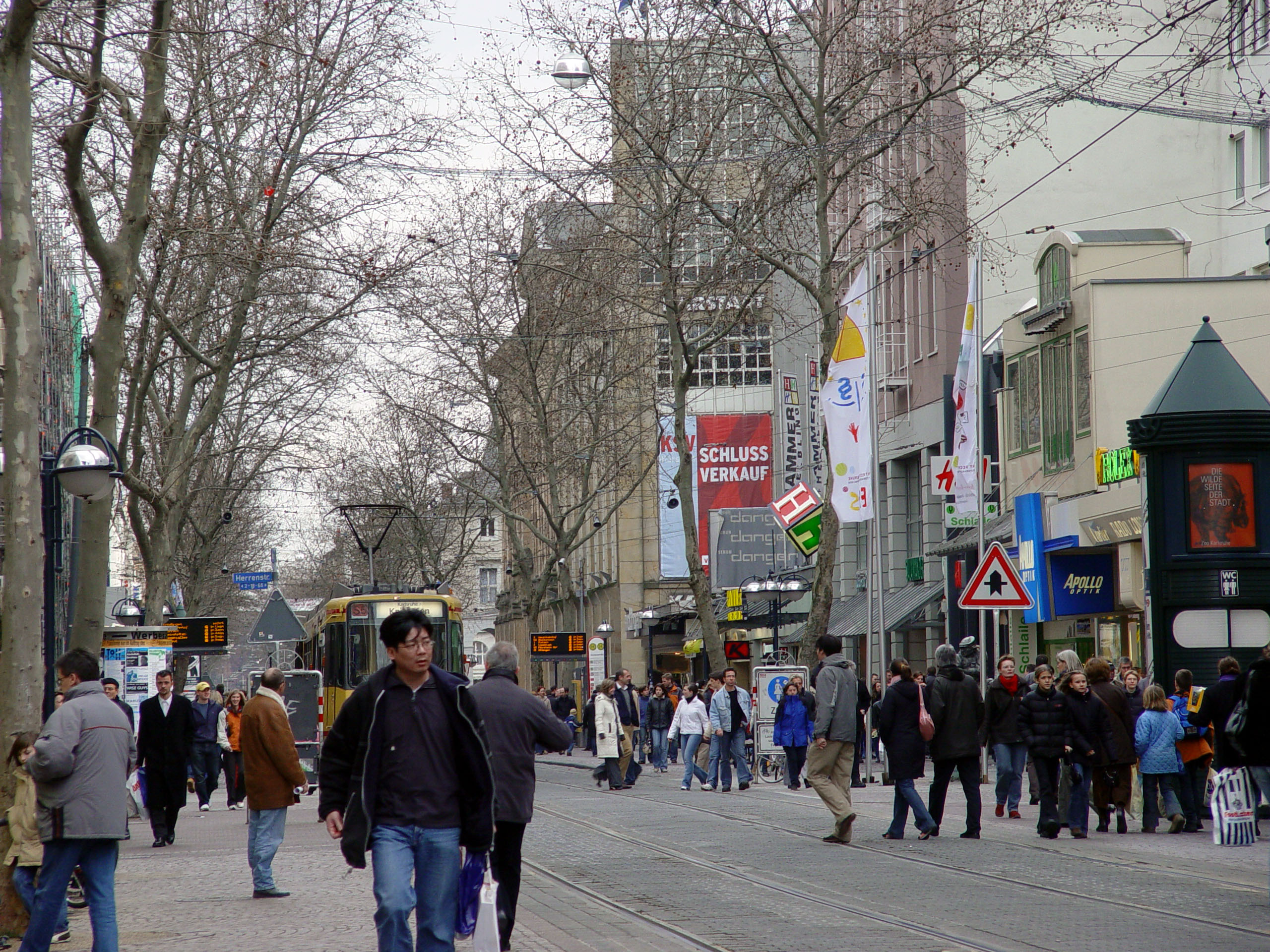
Karlsruhe: Fußgängerzone
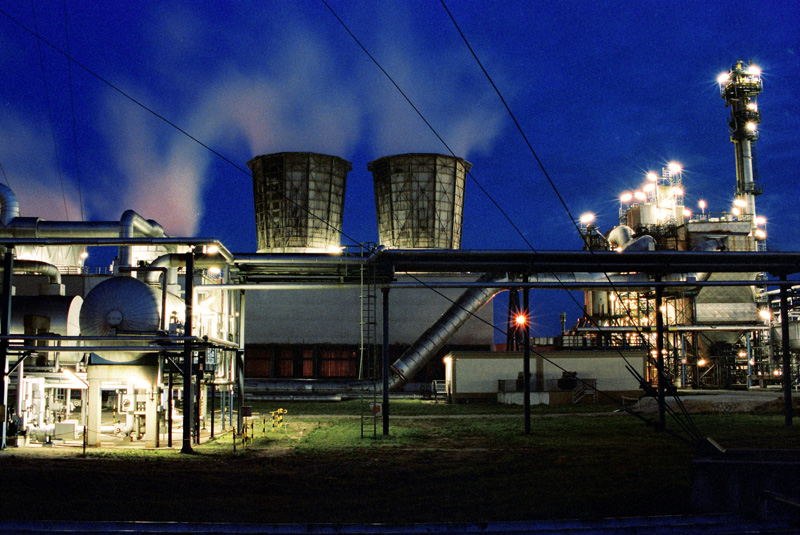
Ingolstadt: Raffinerie

### Koblenz
Unter dem Namen Regiopole mittleres Rheinland haben sich im Juli 2023 die im Neuwieder Becken gelegenen Städte Andernach, Bendorf, Koblenz, Lahnstein und Neuwied sowie die Verbandsgemeinden Vallendar und Weißenthurm zu einem Verein zusammengeschlossen. Das Gebiet der Regiopole umfasst 371 km² und hat mit etwa 300.000 Einwohnern eine Bevölkerungsdichte von 787 Einwohnern je km². Im Bereich der Regiopole gibt es in Koblenz die Hochschulstandorte Universität Koblenz, die Hochschule Koblenz, die Hochschule für Gesellschaftsgestaltung und in Vallendar die WHU – Otto Beisheim School of Management und die Vinzenz Pallotti University. Als erstes Projekt haben die Mitglieder die Einrichtung einer zentralen Bußgeldstelle sowie einer Geschäftsstelle in Koblenz beschlossen. Zudem wollen die im Verein zusammengeschlossenen Städte und Gemeinden eine Machbarkeitsstudie für den gemeinsamen öffentlichen Personennahverkehr in Auftrag geben.

### Rostock

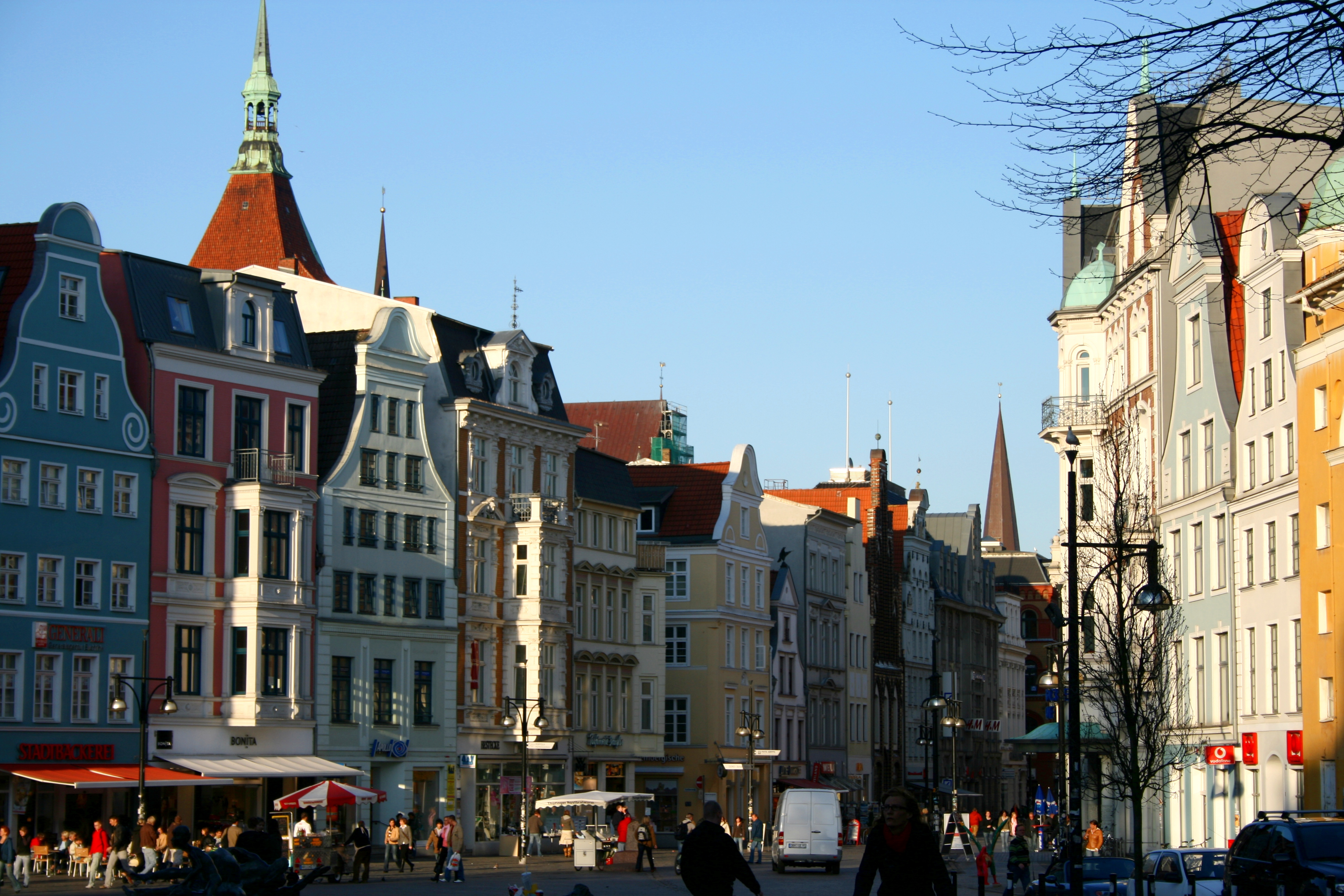
Hansestadt Rostock: „Prototyp“ der Regiopole (siehe Geschichte)

Die Regiopolregion Rostock, bestehend aus der Hansestadt Rostock, dem Landkreis Rostock sowie dem Mittelbereich Ribnitz-Damgarten, hat als erste Region in Deutschland beschlossen, unter dem Dach der Regiopolregion zusammenzuarbeiten. Hierzu wurde im Juni 2012 ein Kooperationsvertrag unterschrieben. Eine Erweiterung der Kooperation auf weitere Gemeinden und Akteure im Verflechtungsbereich findet kontinuierlich statt und wird durch gemeinsame Projekte vorangetrieben. Im Jahr 2013 fand erstmals das Kunst- und Kulturfestival „regio:polis“ statt, auch an Orten außerhalb des Kooperationsbereiches, z. B. im Süden Lollands in Dänemark. Um die Regiopolregion Rostock im nationalen und internationalen Kontext innovativ und wettbewerbsfähig zu positionieren, wurde im Zuge des Projektes "Intro" zwischen 2019 und 2022 die regionale Dachmarke "Greater Rostock" entwickelt.

### Bielefeld
Die Regiopolregion Bielefeld liegt im Nordosten Nordrhein-Westfalens und bildet den größten Verdichtungsraum des Regierungsbezirks Detmold bzw. Ostwestfalen-Lippes. In der Regiopolregion verbunden sind die Kommunen Bad Salzuflen, Bielefeld, Enger, Gütersloh, Halle (Westf.), Herford, Leopoldshöhe, Oerlinghausen, Schloss Holte-Stukenbrock, Spenge, Steinhagen, Verl und Werther (Westf.). Rund 740.000 Menschen leben in der rd. 1.000 km² großen Regiopolregion.
Seit 2016 arbeitet die Regiopolregion als interkommunaler Zusammenschluss der Regiopole Bielefeld und der zwölf direkten Anrainerkommunen daran, die Zukunftsfähigkeit der Region zu sichern und auszubauen. Erklärtes Ziel ist es dabei, die Lebensqualität vor Ort zu stärken und sich gleichzeitig im Wettbewerb mit anderen Regionen zu positionieren. 

### Saarbrücken

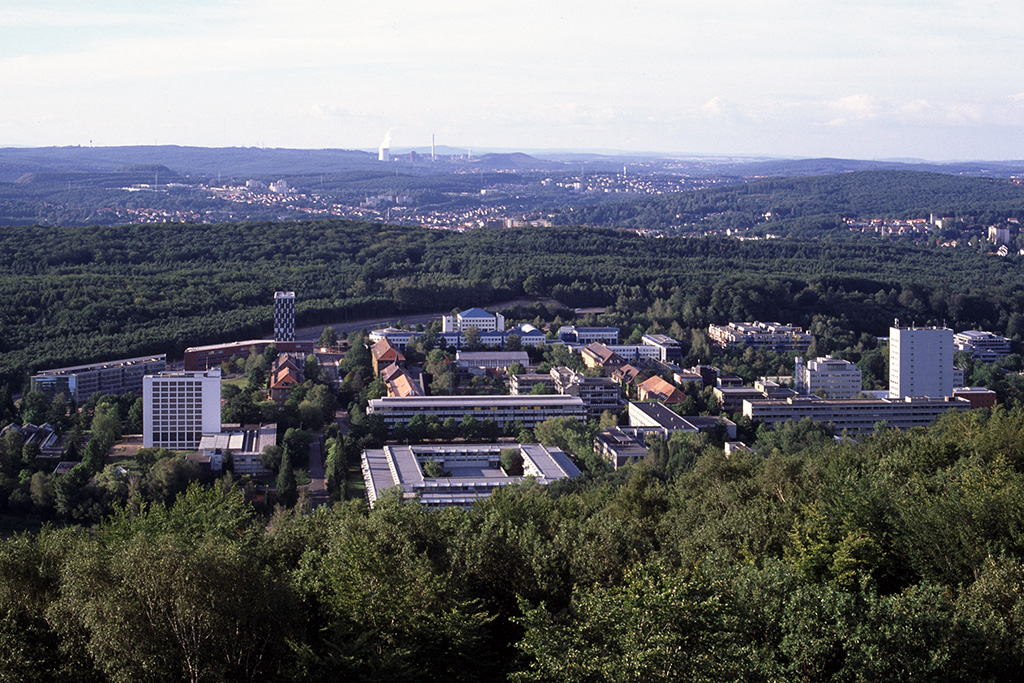
Saarbrücken: Universität

Zu den „heimlichen Millionenstädten“ Deutschlands zählt die saarländische Landeshauptstadt Saarbrücken. Das Einzugsgebiet umfasst das gesamte Saarland, angrenzende Landkreise in Rheinland-Pfalz und das französische Lothringen und damit über eine Million Konsumenten für den städtischen Einzelhandel. Eine ähnlich starke Verflechtung zeigen die Pendlerströme insbesondere dank großer industrieller Arbeitgeber, Landesbehörden und Dienstleister in der Stadt und im Regionalverband Saarbrücken (ZF Friedrichshafen AG, Halberg Guss, Saarstahl AG, Becker Mining Systems, Hydac, Scheer Group, CosmosDirekt, Möbel Martin, Faber Kabel, Universität Saarbrücken, Hochschule für Technik und Wirtschaft des Saarlandes, Saarland-Heilstätten, Schröder Fleischwaren, IKK Südwest). Von den ca. 68.000 Einpendlern kommen ca. 8.700 täglich aus dem benachbarten Frankreich.

## Geschichte
Der Begriff Regiopole wurde am Fachbereich Architektur, Stadtplanung, Landschaftsplanung der Universität Kassel in einem Forschungsprojekt in Zusammenarbeit mit der Industrie- und Handelskammer zu Rostock, dem Regionalen Planungsverband Region Rostock und der Hansestadt Rostock entwickelt. Er geht auf Jürgen Aring und Iris Reuther zurück und wurde erstmals 2006 als Arbeitsbegriff für ein neues Forschungs- und Politikfeld geformt.
Im Stadtentwicklungskonzept Erfurts aus dem Jahr 2008 spielt für die Aufstellung als Regiopole die Vernetzung mit nahe gelegenen Nachbarstädten eine entscheidende Rolle. Im Umkreis von knapp 40 Kilometern liegen neben dem Zentrum die Städte Jena, Weimar, Gotha, Ilmenau, Arnstadt und Sömmerda mit gemeinsam knapp 500.000 Einwohnern, vier Universitäten und sechs Hochschulen sowie zahlreichen Kulturstätten von internationalem Rang, die gemeinsam eine einer kleineren Metropolstadt vergleichbare Ausstattung ergeben.
Die Ministerkonferenz für Raumordnung (MKRO) hat das Konzept der Metropolregionen um die Regiopole in dem Entwurf der Leitbilder der Raumentwicklung (2013) erweitert.
Die Städte Bielefeld, Paderborn und Siegen haben im Jahr 2015 die Bildung von Regiopolregionen beschlossen, weitere Städte haben Interesse für solche Initiativen bekundet.
Im März 2016 wurde das „Deutsche RegioPole-Netzwerk“ mit den Gründungsmitgliedern Rostock, Bielefeld, Erfurt, Paderborn, Siegen und Trier in Rostock begründet. Im April 2016 folgte das erste „Wirtschaftsforum Regiopolregion“ der Partnerstädte sowie mit Vertretern aus Berlin und Hamburg in Rostock.